# Pseudoechthistatus granulatus
Pseudoechthistatus granulatus là một loài bọ cánh cứng trong họ Cerambycidae.